# Pavao Budimir
Fra Pavao Budimir (?, 1618. - ?, 3. travnja 1670.) je bio imenovani biskup biskupije Pedene u Austriji (poslije ukinute i priključene tršćanskoj biskupiji).
Godine 1667. imenovan je za biskupa te biskupije, za kojeg je 1668. zaređen.